# 安托山駅
座標: 北緯22度33分06秒 東経114度00分04秒 / 北緯22.5517度 東経114.00115度
安托山駅（あんたくさんえき）は、中華人民共和国深圳市福田区に位置する蛇口線・西麗線の駅である。

## 駅構造
島式ホーム1面2線、ホームドアを有する地下駅である。
| 西麗線ホーム (B2F) | ←西麗線 麗水方面  |
| 西麗線ホーム (B2F) | 島式ホーム        |
| 西麗線ホーム (B2F) | 西麗線 太安方面→  |
| 蛇口線ホーム (B3F) | ←■蛇口線 赤湾方面 |
| 蛇口線ホーム (B3F) | 島式ホーム        |
| 蛇口線ホーム (B3F) | ■蛇口線 新秀方面→ |

## 歴史
- 2011年6月28日 - 開業。

## 隣の駅
■蛇口線
深康駅 - 安托山駅 - 僑香駅
■西麗線
深雲駅 - 安托山駅 - 農林駅